# مکان‌های خوب
«مکان‌های خوب» (انگلیسی: Perfect Places) ترانه‌ای از خواننده و ترانه‌نویس نیوزیلندی لرد است. این ترانه ۱ ژوئن ۲۰۱۷ از طریق یونیورسال میوزیک نیوزیلند به عنوان دومین تک‌آهنگ پس از چراغ سبز (۲۰۱۷)، از دومین آلبوم استودیویی‌اش ملودراما (۲۰۱۷) منتشر شد. لرد به صورت مشترک ترانه را با جک آنتونوف و اندرو ویات، همراه با تولیدات افزوده از فرانک دوکس نوشت و تهیه کرد. «مکان‌های خوب» به عنوان یک ترانه الکتروپاپ اتمسفریک که با بیت‌های بیس، سینث‌سایزر و ماشین درام آمیخته شده، توصیف شده‌است. در متن ترانه، لرد خاتمه «جریان پارتی نوجوانان» در ملودراما را پیروی می‌کند و از مکان‌های خوبشان که کجا است تعجب می‌کند.
این قطعه با مورد ستایش قرار دادن ترانه‌سرایی لرد، بازخوردهای تحسین‌آمیزی را از سوی منتقدان موسیقی دریافت کرد. با اینکه «مکان‌های خوب» موفق به ورود در جدول ایالات متحده نشد، اما به صورت جزئی موفق به قرارگیری در جدول‌های استرالیا، کانادا و پادشاهی متحده شد. یک موزیک ویدئو همراه با ترانه به کارگردانی گرانت سینگر، که همچنین ویدئوی تک‌آهنگ آغازین آلبوم «چراغ سبز» را فیلمبرداری کرده‌است، برای نخستین بار در ۳ اوت ۲۰۱۷ در حساب ویو لرد به نمایش درآمد. موزیک ویدئو هنرمند را در تصویرهای مختلف به تنهایی در ساحل، رستوران و قایق نشان می‌دهد. لرد با اجرای زنده آن در تلویزیون در چندین فرصت، «مکان‌های عالی» را نیز تبلیغ کرد.